# シュート (植物)
シュート（英: Shoot）とは、茎とその上にできる多数の葉からなる単位であり、維管束植物の地上部をなす主要器官である。苗条（びょうじょう）、芽条（がじょう）、葉条（ようじょう）、枝条（しじょう）とも呼ばれる。普通、シュートという語が用いられる。

## 構造

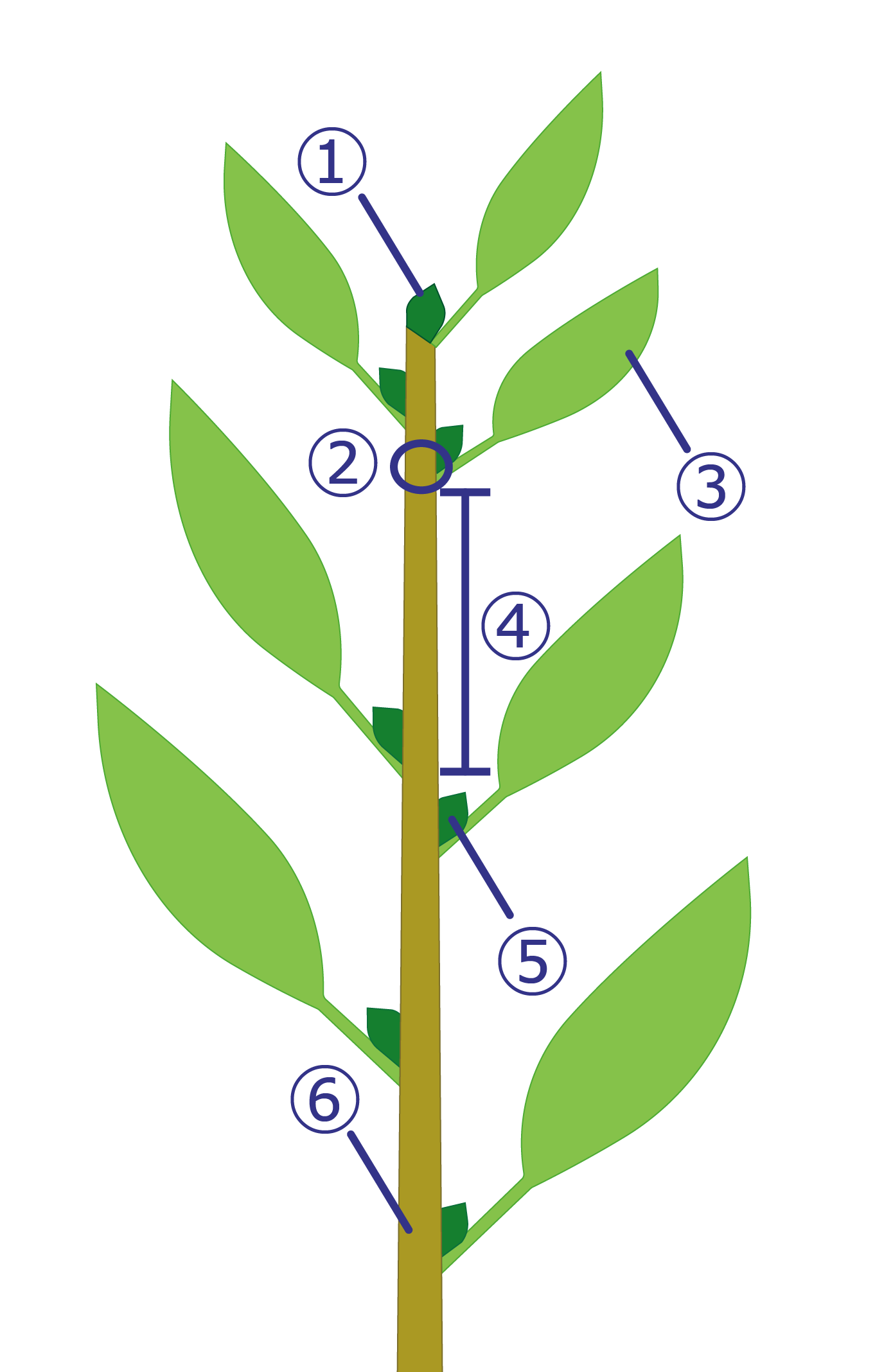
シュートの模式図。1. 頂芽、2. 節、3. 葉、4. 節間、5. 腋芽、6. 茎

元のシュート（主軸）から分枝した枝が伸びると、その枝も別のシュートである。シュートは葉の付く節とそれに続く節間の繰り返し構造とみられ、節間の長さはさまざまである。節間が長い場合、著しい伸長成長の結果である。
シュートは二次的に肥大成長したり、ジャガイモなどの塊茎、ウチワサボテンなどの扁茎など様々に変形することがある。また、花は生殖シュートである。シュートは分裂組織からつくられる。

### シュート頂分裂組織
シュート頂分裂組織（Shoot apical meristem, SAM）、また茎頂分裂組織とは、維管束植物のシュートの先端に存在する頂端分裂組織である。頂芽・腋芽あるいは定芽・不定芽に関係なくシュートを生み出す。
シュート頂分裂組織の構造は、シダ植物大葉類の単一単頂型、裸子植物の単純茎頂型、被子植物の複茎頂型の3種類がある。

### シュート頂
シュート頂（茎頂、Shoot apex）とは、シュート頂分裂組織とその周辺のことである。栄養成長期に存在する栄養期シュート頂と、生殖成長期に存在する生殖期シュート頂の2種類がある。
栄養期シュート頂は組織培養の外植片として用いることで茎頂培養に応用される。

### ファイトマー
ファイトマー（Phytomer）はシュートを構成する葉、腋芽、節間をまとめたセットである。イネ科の植物では、葉の基部から形成される不定根を含めることもある。
ファイトマーはシュート頂で連続的に形成され、植物体は基本単位であるファイトマーが連続したものと考えられる。植物体の体制や形態変化をもたらすのはファイトマーの減少や付加、変異などと考えられるため、植物の発生、成長解析、進化研究などにも使われる重要な概念である。

## タイプ
地上で成長するシュートの形はそれぞれの植物を特徴づけている。同一のシュートであっても、成長とともにタイプが変化するものがある。また、2つのタイプを併せ持つものも存在する。

### ロゼット

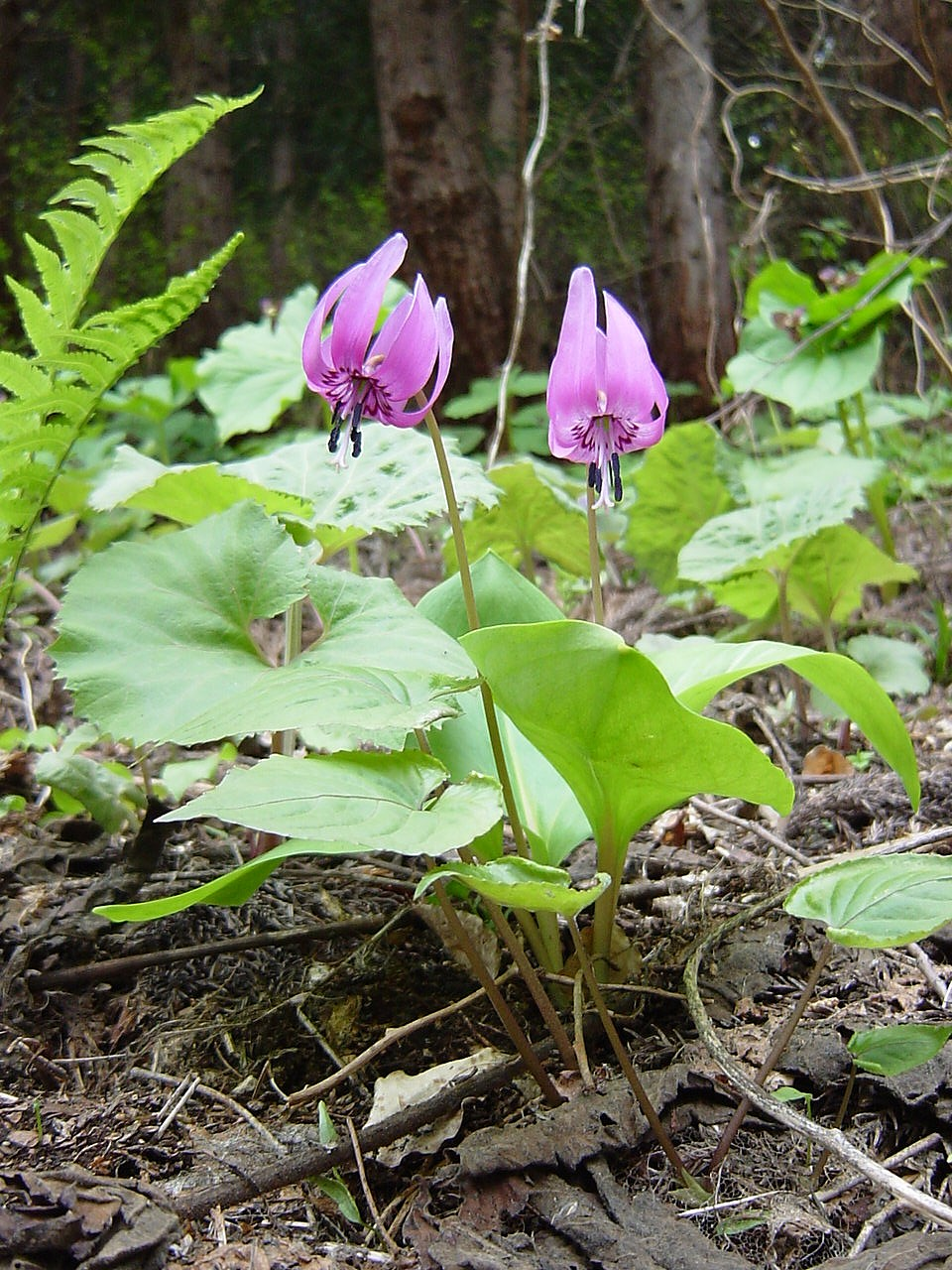
カタクリ。根生葉が少数。

地上茎がないもしくはごく短く、葉は全て根ぎわの短い茎から出る根生葉である。ロゼットの中心には頂芽がある。
バラ模様で、一生ロゼットのもの
一生をロゼットで過ごし、花序をつけるときのみ花茎をたてる。
オオバコ、タンポポなど。
バラ模様ではないが、根生葉だけのもの
根生葉が少数でバラ模様には見えないが、これもシュートの形としてはロゼットの一種である。
- カタクリ - 根生葉は1枚もしくは2枚で、地上茎は花茎のみ。
- カンアオイ - 地表のすれすれに短い茎が這い、1-2枚の葉が付く。
- ヤブラン - 細い葉が叢生する。

季節的変化するもの
発芽後ロゼットで過ごし、のちに直立する。
ヒメジョオン、メマツヨイグサなどにみられる。
経年的変化するもの
- シラヤマギク - 幼い個体や成長不良の個体ではロゼットで過ごし、成熟した個体では直立する。
- セイタカアワダチソウ - 未熟な個体や越冬時はロゼットで過ごし、夏には茎を高く直立させる。

### 直立・斜上

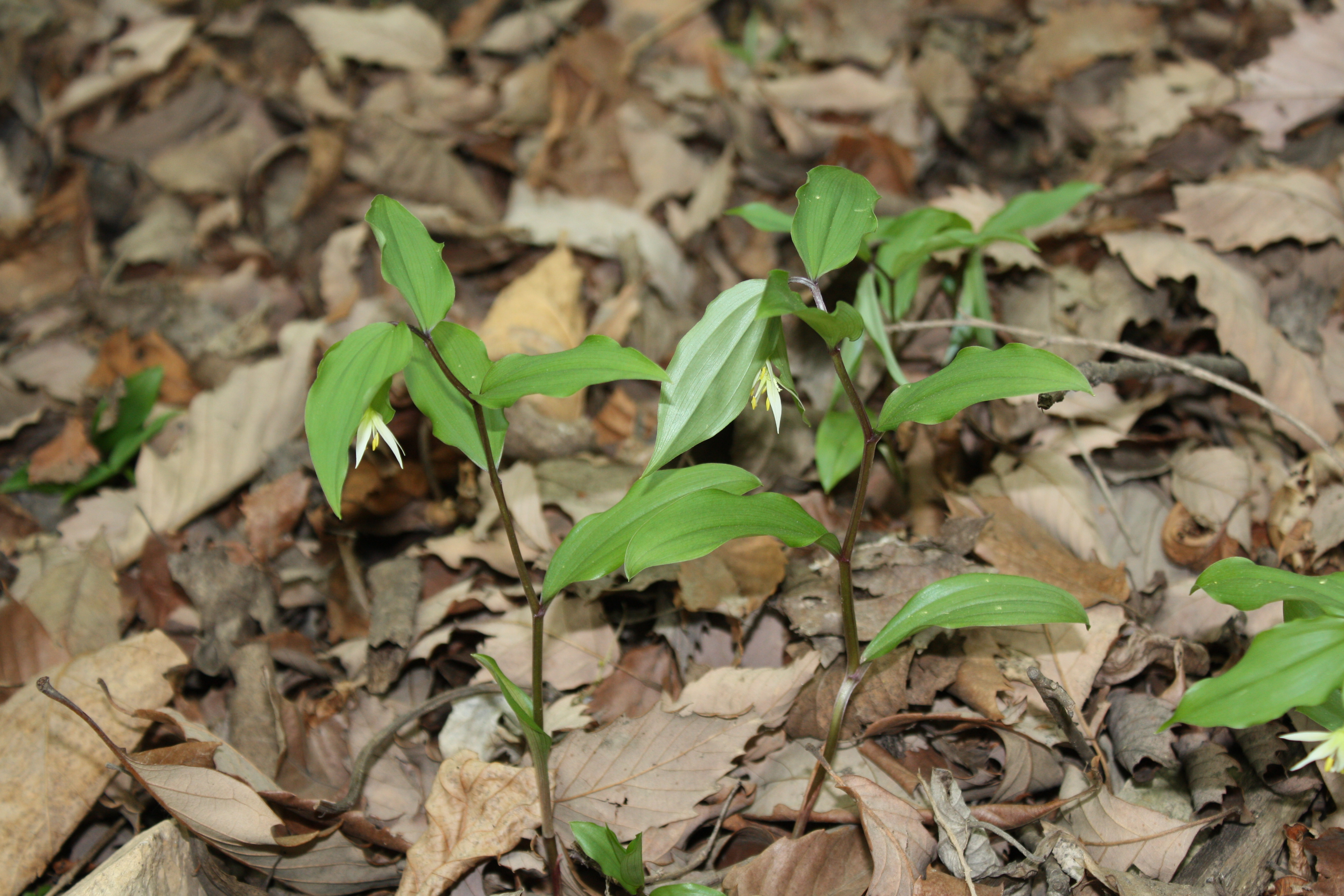
チゴユリ

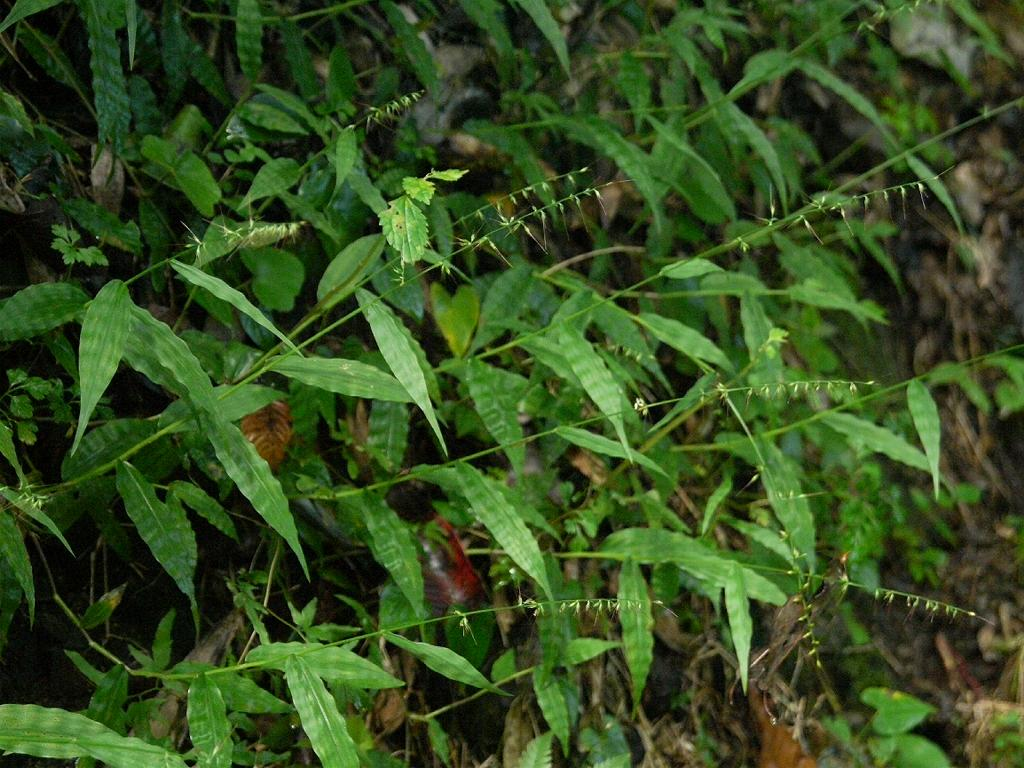
チヂミザサ。下部（画像左下）が匍匐、上部が斜上している。

直立（直立茎）もしくは斜上（斜上茎）するもの
チゴユリ、シロザ、イタドリなど。
下部が匍匐、上部が斜上するもの
チヂミザサ、フッキソウなど。

### 匍匐性

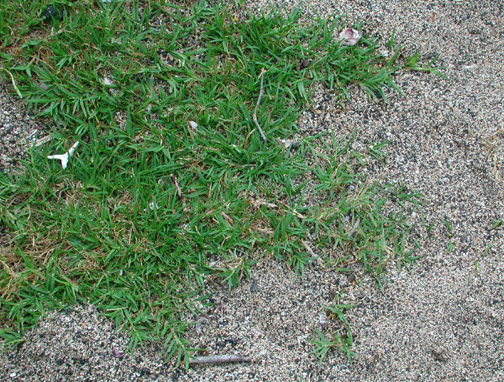
ギョウギシバ。匍匐している。

匍匐枝（匍匐茎、ストロン）をのばすもの
匍匐枝とは、節から根を下ろす匍匐するシュートのこと。
チドメグサ、シロツメクサなど。
直立（または斜上）するシュートを伴う匍匐性シュートをもつもの
複数のタイプが重なって個体が形作られている。
- シバ - 匍匐茎と直立茎が組み合わさっている。
- ギョウギシバ - 下部が匍匐するシュート、斜上するシュート。
- カキドオシ - 直立（または斜上）するシュートと匍匐枝が組み合わさっている。
- ラショウモンカズラ - シュートははじめ斜上し、彎曲して先が地を這う。匍匐部の葉は鱗片状である。このシュートに直立し花をつけるシュートが伴う。

走出枝（ランナー）を出すもの
走出枝とは、途中から根を下ろさない匍匐性のシュートのこと。
- ユキノシタ - 母株から走出枝を出した先にロゼットをつくり、それが子株となる。
- オミナエシ - 春に直立シュートから走出枝を伸ばし、秋にその先端からロゼットをつくり、翌春に直立シュートとなる。直立シュートは結実後枯れる。

## シュートの分枝
シュートが伸び、分枝して植物体の形が形成されてゆく。シュートの伸び方、分枝様式には植物による決まりがある。

### 二又分枝
二又分枝（Dichotoous branching,Dichotomy）、また、二叉分枝、叉状分枝とは、軸の先端が勢力の等しい2つの軸に分かれる分枝法である。維管束植物では、最も原始的な分枝様式であると考えられる。シダ植物大葉類のシュートに見られる。1回ごとに分枝の面が直交する十字状二又分枝と1平面で分枝を繰り返す平面状二又分枝がある。

### 単軸分枝
単軸分枝 （Monopodial branching）、また、側方分枝（Lateral branching）とは、 主軸が発達して1本の軸をつくり、その側方に側軸をつくる分枝法である。種子植物では、側枝は葉の腋芽から発達するので、枝序（側枝の配置）は葉序と同じになる。シダ植物の場合、葉腋の位置に側枝が形成されるものは少なく、枝序は葉序と同じにならない。この成長様式を単軸成長という。

### 仮軸分枝
仮軸分枝（Sympodial branching）、ある枝が特によく発達し、その枝が主軸であるように見える分枝法である。花序や巻きひげの形成によって主軸の成長が止まるあるいは先端が枯れ、腋芽が成長を引き継ぐことを繰り返しながら伸びる。
仮軸分枝のうち、頂芽の成長が止まると2個の腋芽が成長して二又状の枝となるものを偽二又分枝という。ハダカホオズキ、アオキなど。

## シュート系
シュート系（Shoot system）とは、単一の茎の分枝から始まる茎と側枝の集団のことである。苗条系とも呼ばれる。幼芽から成長した茎（主軸）は葉をもち、その葉の葉腋にできた腋芽から側枝が成長する。その主軸と側枝をまとめてシュート系と呼ぶ。植物体はシュート系と根系からなる。

## 茎と葉
茎と葉が明確に区別される植物においては、シュートは葉と茎からなる複合器官とみなされる。また、茎と葉の区別が難しい植物については、別の見方が歴史的に提唱されてきた。
フィトン説
フィトン説とは、シダ植物、単子葉植物などの茎の短い植物に対し提唱された、茎は葉の基部の集まりと解する説である。
1790年にドイツのヨハン・ヴォルフガング・フォン・ゲーテにより基本的なフィトン説の原則が考え出され、のち1841年にフランスの植物学者、シャルル・ゴーディショー＝ボープレによって提唱された。
部分シュート説
部分シュート説とは、葉が本来シュートであり、その性質を完成せずに終わったものとする説である。
1930年、イギリスの植物学者、アグネス・アーバー(Agnes Arber)によって提唱された。
包囲説
包囲説とは、葉の基部が茎の周りを包んでいると見なす説である。
1851年、ドイツの植物学者であるヴィルヘルム・ホフマイスターによって提唱。
周茎説
周茎説は、進化的に見て同等二又分枝（分かれる2つの軸がほぼ等しい二又分枝）をしていた軸が原中軸（主軸）と原葉（側枝）に分化し、原葉が中軸にまとわりついて周茎となり、さらにその周茎と中軸が合わさって茎をつくると考える説。
1903年にドイツの植物学者、ヘンリー・ポトニエが提唱。
葉皮説
葉皮説は、本来の茎の周りが葉的部分（葉皮）に包まれてシュートが成り立つと考える説。
1922年にエディス・レベッカ・ソーンダース（Edith Rebecca Saunders）が提唱。包囲説や周茎説の流れを汲む。